# One-hot
| Decimal | Binari | Unari    | One-hot  |
| ------- | ------ | -------- | -------- |
| 0       | 000    | 00000000 | 00000001 |
| 1       | 001    | 00000001 | 00000010 |
| 2       | 010    | 00000011 | 00000100 |
| 3       | 011    | 00000111 | 00001000 |
| 4       | 100    | 00001111 | 00010000 |
| 5       | 101    | 00011111 | 00100000 |
| 6       | 110    | 00111111 | 01000000 |
| 7       | 111    | 01111111 | 10000000 |

En circuits digitals i aprenentatge automàtic, un one-hot és un grup de bits entre els quals les combinacions legals de valors són només les que tenen un únic bit alt (1) i tots els altres baixos (0). Una implementació similar en la qual tots els bits són "1" excepte un "0" de vegades s'anomena one-cold. En estadística, les variables simulades representen una tècnica similar per representar dades categòriques.

## Aplicacions

### Circuits digitals
La codificació one-hot s'utilitza sovint per indicar l'estat d'una màquina d'estats o autòmat finit. Quan s'utilitza el sistema binari, es necessita un descodificador per determinar l'estat. Tanmateix, una màquina d'estat d'un sol calent no necessita un descodificador, ja que la màquina d'estat es troba en l'estat n -è si, i només si, l' enè bit és alt.
Un comptador d'anell amb 15 estats ordenats seqüencialment és un exemple de màquina d'estats. Una implementació "one-hot" tindria 15 biestables encadenades en sèrie amb la sortida Q de cada xancleta connectada a l'entrada D de la següent i l'entrada D de la primera xancleta connectada a la sortida Q de la xancleta 15.. La primera xancleta de la cadena representa el primer estat, la segona representa el segon estat, i així successivament fins a la 15a xancleta, que representa l'últim estat. Quan es reinicia la màquina d'estats, totes les xancletes es reinicien a "0", excepte la primera de la cadena, que està establerta a "1". La vora del rellotge següent que arriba a les xancletes avança el bit "calent" a la segona xancleta. El bit "calent" avança d'aquesta manera fins al 15è estat, després del qual la màquina d'estats torna al primer estat.
Un descodificador d'adreces converteix de representació binària a una representació calenta. Un codificador de prioritat es converteix de representació en calent a binari.

#### Comparació amb altres mètodes de codificació

###### Avantatges
- Determinar l'estat té un cost baix i constant d'accedir a un biestable
- Canviar d'estat té el cost constant d'accedir a dues xancletes
- Fàcil de dissenyar i modificar
- Fàcil de detectar estats il·legals
- Aprofita les abundants xancletes d'una FPGA
- L'ús d'una implementació única permet que una màquina d'estat funcioni a una velocitat de rellotge més ràpida que qualsevol altra codificació d'aquesta màquina d'estat

###### Inconvenients
- Requereix més xancletes que altres codificacions, cosa que fa que no sigui pràctic per a dispositius PAL
- Molts dels estats són il·legals[4]

### Processament del llenguatge natural
En el processament del llenguatge natural, un vector one-hot és un 1 × N matriu (vector) utilitzada per distingir cada paraula d'un vocabulari de totes les altres paraules del vocabulari. El vector consta de 0 a totes les cel·les amb l'excepció d'un únic 1 en una cel·la que s'utilitza de manera única per identificar la paraula. La codificació única garanteix que l'aprenentatge automàtic no assumeixi que els nombres més alts siguin més importants. Per exemple, el valor "8" és més gran que el valor "1", però això no fa que "8" sigui més important que "1". El mateix passa amb les paraules: el valor "riure" no és més important que "riure".

### Aprenentatge automàtic i estadístiques
Codificació d'etiquetes
| Nom de l'aliment | # categòric | Calories |
| ---------------- | ----------- | -------- |
| Poma             | 1           | 95       |
| Pollastre        | 2           | 231      |
| Bròquil          | 3           | 50       |

En l'aprenentatge automàtic, la codificació única és un mètode que s'utilitza amb freqüència per tractar dades categòriques. Com que molts models d'aprenentatge automàtic necessiten que les seves variables d'entrada siguin numèriques, les variables categòriques s'han de transformar a la part de preprocessament.

Codificació one-hot
| Poma | Pollastre | Bròquil | Calories |
| ---- | --------- | ------- | -------- |
| 1    | 0         | 0       | 95       |
| 0    | 1         | 0       | 231      |
| 0    | 0         | 1       | 50       |